# Paola Ugaz
Paola Margot Ugaz Cruz (Lima, 1974) es una periodista de investigación y escritora peruana, conocida por haber investigado los casos de abusos de menores cometidos por el Sodalicio. Es directora de Nativa TV.

## Trayectoria
Se inició en el mundo del periodismo en 1999 cuando formó parte de la redacción de investigación de la revista Caretas. Fue productora periodística del programa de Canal N Entrelíneas. Ha sido corresponsal de Europa Press, agencia EFE y Terra magazine. Publicó, junto al periodista Gustavo Gorriti, el libro Petroaudios sobre un importante caso de corrupción política. También es una de las fundadoras de IDL-Reporteros. Trabaja como corresponsal en Lima para ABC y como conductora del programa A fondo del canal digital Nativa. También, colabora con el diario La República, y las revistas Etiqueta Negra, Etiqueta Verde y Hola Perú.
En los años 2010 colabró en la iniciativa Chalina de la Esperanza, a modo de homenaje a las víctimas del conflicto armado interno.

## Investigación sobre el Sodalicio
Inició, junto a su colega Pedro Salinas, una investigación sobre el presunto caso de abusos sexuales, físicos y sicológicos a varones menores cometidos por la cúpula del Sodalicio de Vida Cristiana, sociedad de vida apostólica fundada en 1971 por Luis Fernando Figari. Fruto de cinco años de trabajo publicó en 2015 como colaboradora Mitad monjes, mitad soldados. La publicación del libro derivó en la apertura de una investigación por parte de la Fiscalía peruana. Ugaz ha sido víctima de una campaña de desinformación, difamación por supuesta corrupción, acoso cibernético y amenazas de muerte por su labor periodística.
La denuncia realizada por el arzobispo de Piura, Antonio Eguren Anselmi, fue retirada luego de un pedido expreso desde el Vaticano. Y, en 2022, el Poder Judicial decidió prescribir la querella planteada  por Carlos Gómez de la Torre.
En abril de 2023 recibió una nueva denuncia por Presunto delito de enriquecimiento ilícito en agravio del Estado, interpuesta por Luciano Revoredo Rojas. Meses después, su caso fue llevado a una exposición realizada por PEN Internacional en Londres.
En 2021 recibió el Premio a la Valentía en el Periodismo (Courage in Journalism Award) otorgado por Fundación Internacional de Mujeres en Medios de Comunicación.
En 2025, fue la primera periodista peruana acreditada para entrevistar al papa León XIV.